# 危険犬種

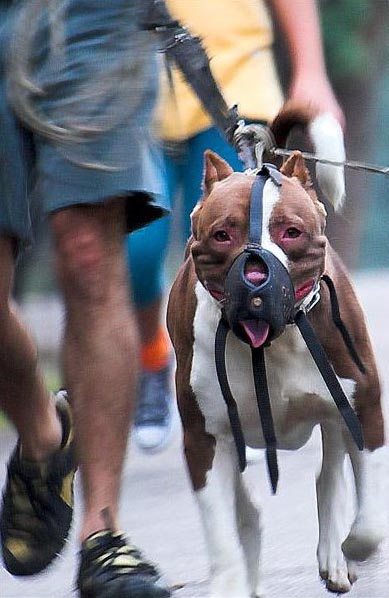
口輪と引き紐を装着したアメリカン・ピット・ブル・テリア

危険犬種（きけんけんしゅ）とは、身体能力や性格等の性質上、人や他の動物に咬傷等の危害を加える恐れが高いため、法律または条例によりペットとして飼うことが禁止されているか、もしくは飼い方が制限されている犬種である。

## 各国における規制

### 英国
危険犬種の飼育を規制する法律の代表的な例としては、英国の1991年危険犬種法（Dangerous Dogs Act 1991）が挙げられる。この法律は、下記の5つの犬種について、繁殖、販売、交換等を禁じるとともに（Section 1(2)）、例外を除いては所有することも禁じている（Section 1(3)）。また、所有する場合には公の場では口輪を着用し、引き紐を付けることを義務づけている（Section 1(2)(d)）。
- アメリカン・ピット・ブル・テリア（Section 1(1)(a)）
- 土佐闘犬（Section 1(1)(b)）
- ドゴ・アルヘンティーノ（Section 1(1)(c), Order Article 2[2]）
- ブラジリアン・ガード・ドッグ（Section 1(1)(c), Order Article 2）
- XL Bully

### 日本
犬の飼い方やその規制について明確に規定した法律はない。動物の愛護及び管理に関する法律（動物愛護管理法）においては、特定動物の飼育を規制しているが、イヌは種全体としてもそのうちの一部の犬種としても特定動物に指定されていない。一方、各都道府県および市町村においては、条例によって規制している例がある。咬傷事故がきっかけで茨城県では昭和54年から特定犬制度を導入した。佐賀県では平成20年、札幌市では平成28年、水戸市では令和元年から導入。

#### 茨城県
茨城県の「茨城県動物の愛護及び管理に関する条例」および施行規則では、以下の要件を満たす犬を「特定犬」として認定している（条例第2条5号）。
- ア 人に危害を加えるおそれがあるものとして規則で定める犬種に属する犬（条例第2条5項・施行規則第3条）
  - 秋田犬
  - 土佐犬（土佐闘犬）
  - ジャーマン・シェパード
  - 紀州犬
  - ドーベルマン
  - グレート・デーン
  - セント・バーナード
  - アメリカン・スタッフォードシャー・テリア[注釈 1]
- イ アに規定する犬以外の犬で、その体高及び体長が人に危害を加えるおそれがあるものとして規則で定める基準に該当するもの（施行規則第3条2項）
  - 体高60cm以上、かつ体長70cm以上の犬
- ウ ア及びイに規定する犬以外の犬で、人に危害を加えるおそれがあると認め、知事が指定したもの

そして、同条例で特定犬を飼う際には、以下の項目を遵守することが義務づけられている。
- 出入口などの見やすい箇所に「特定犬」と書かれた標識（シール）を掲示すること（条例第9条・施行規則第10条）
- 広めのゲージなどの中で飼うこと（条例第2条6号・第5条）[注釈 2]